# Lịch sử thể chế đại nghị
Khái niệm đương đại về thể chế đại nghị được cho là có nguồn gốc tại Vương quốc Anh vào thế kỷ 18, mặc dù Thụy Điển đã áp dụng thể chế đại nghị từ 1721 đến 1772, nhưng do Thụy Điển là một nước nhỏ nên hình thức thể chế này không tạo ra nhiều ảnh hưởng đến các nước khác.
Thời ấy về nguyên tắc, quyền lực tập trung trong tay Vua George, nhà vua lãnh đạo chính phủ và tuyển chọn các bộ trưởng, nhưng thực tế, Vua George vì không nói được tiếng Anh để có thể dễ dàng chủ tọa các kỳ họp nội các nên đã giao chức trách này cho một bộ trưởng cao cấp(prime minister), gọi là thủ tướng. Quốc hội ngày càng trở nên dân chủ, khi quyền bầu cử được mở rộng thì vai trò của quốc hội gia tăng đáng kể đủ để có thể kiểm soát chính phủ và quyết định ai sẽ là người được nhà vua yêu cầu thành lập chính phủ. Đến thế kỷ 19, Đạo luật Đại Cải cách năm 1832 mở đường cho vai trò thống trị của quốc hội, với điều khoản không được thay đổi giao quyền chọn thủ tướng và tổ chức chính phủ cho quốc hội.
Dần dà, nhiều quốc gia khác cũng chấp nhận thể chế này với tên gọi Mô hình Westminster, với nguyên thủ là người chịu trách nhiệm trước quốc hội nhưng chỉ đảm trách chức vụ có tính nghi lễ là đứng đầu nhà nước. Hệ thống chính trị này được chấp nhận rộng rãi trong vòng những quốc gia từng là thuộc địa Anh như Úc, New Zealand, Canada và Nam Phi, mặc dù quốc hội tại các nước này có áp dụng một vài thay đổi biến thể từ mô hình của Anh: Thượng viện Úc giống Thượng viện Hoa Kỳ hơn Viện Quý tộc Anh; trong khi New Zealand không thiết lập thượng viện.

## Pháp: do dự giữa hai thể chế
Nước Pháp đã có những trải nghiệm khác nhau về các mô hình tổng thống, nửa tổng thống và đại nghị, khi cố áp dụng chúng cho hệ thống chính trị của mình; đại nghị chế dưới thời trị vì của Louis XVIII, Charles X, Vương triều tháng Bảy của Louis Philippe, Vua nước Pháp, Đệ Tam Cộng hòa và Đệ Tứ Cộng hòa với quy mô khác nhau dành cho quyền kiểm soát quốc hội, từ cực đoan dưới thời Charles X (quyền lực tập trung trong tay nguyên thủ quốc gia) đến quyền kiểm soát thuộc quốc hội (thời Đệ Tam Cộng hòa). Napoleon III có những nỗ lực nhằm gia tăng quyền lực cho quốc hội mặc dù ít người chịu xem chế độ của nhà vua là thật sự dân chủ và đại nghị. Thể chế Tổng thống đã từng hiện hữu trong nền Đệ Nhị Cộng hòa yểu mệnh. Đệ Ngũ Cộng hòa hiện nay là một hệ thống chính trị kết hợp các yếu tố của tổng thống chế và đại nghị chế. Mô hình này gọi là Thể chế Tổng thống Bán phần hoặc Chế độ Cộng hòa Lưỡng tính.
Quốc hội Pháp khác Quốc hội Anh trong vài khía cạnh. Thứ nhất, Quốc hội Pháp có nhiều quyền lực đối với nội các hơn Quốc hội Anh. Thứ hai, thời gian nhiệm quyền của các thủ tướng Pháp ngắn hơn đồng nhiệm của họ ở Anh. Trong thời gian kéo dài bảy mươi năm của nền Đệ Tam Cộng hòa, nước Pháp có hơn năm mươi thủ tướng.
Năm 1980, Maurice Duverger tuyên bố rằng Đệ Ngũ Cộng hòa là một chính quyền mà tổng thống chẳng khác gì một ông vua với quyền lực tối thượng. Gần đây, nhiều bản phân tích thể chế Pháp giúp giảm nhẹ tầm quan trọng của chức vụ Tổng thống Pháp. Trong thời kỳ cộng sinh (cohabitation), khi quốc hội chịu sự kiểm soát của chính đảng đối lập, quyền lực tổng thống bị suy yếu. Do đó, một số học giả xem hệ thống chính trị tại Pháp không phải là nửa tổng thống, cũng không phải là nửa đại nghị, nhưng là một sự chao đảo giữa tổng thống chế và đại nghị chế.

## Đại nghị chế và châu Âu
Sau Chiến tranh thế giới thứ nhất, dân chủ và thể chế đại nghị ngày càng phát triển tại Âu châu, một phần do các nước thắng trận (Pháp và Anh) cố áp đặt các giá trị này lên những nước bại trận như Cộng hòa Weimar Đức và Cộng hòa Áo. Các trào lưu trong thế kỷ 19 như đô thị hóa, cuộc cách mạng công nghiệp và hiện đại hóa tiếp sức cho cuộc đấu tranh quảng bá các giá trị dân chủ và đại nghị.
Đầu thế kỷ 20 chứng kiến sự thất bại của nhiều chính quyền do sự yếu kém hoặc can thiệp quá sâu của các nguyên thủ quốc gia, điển hình là sự thất bại trong năm 1922 của Vua Victor Emmanuel của Ý trong nỗ lực ủng hộ chính phủ khi đối đầu với hiểm họa từ Benito Mussolini, hoặc khi Vua Alfonso XIII của Tây Ban Nha ủng hộ thủ tướng nước này theo đường lối chuyên quyền trong thập niên 1920. Phần Lan là một thí dụ trái ngược, sau một cuộc cách mạng không thành công và hơn ba tháng nội chiến trong năm 1981, nước này chấp nhận thể chế tổng thống. Năm 1932, Phong trào Lapua cố thực hiện cuộc đảo chính nhằm loại bỏ đảng Dân chủ Xã hội khỏi quyền lực chính trị, nhưng tổng thống thuộc đảng Bảo thủ, Svinhufvud, duy trì được chính quyền dân chủ. Năm 1937, người kế nhiệm tổng thống Svinhufvud, Kyösti Kallio, phục hồi thể chế đại nghị. Năm 2000, hiến pháp mới của Phần Lan chấp nhận thể chế đại nghị qui ước cho đất nước này.